# Johann Bellinger
Johann Bellinger (* 9. März 1809 in Niederzeuzheim; † 26. Oktober 1882 in Frankfurt am Main) war Gymnasialprofessor und nassauischer Abgeordneter.

## Werdegang
Nach dem Abitur studierte Johann Bellinger Theologie, Philosophie und Philologie. Von 1831 bis 1835 war er als Lehrer in verschiedenen privaten Einrichtungen tätig. Es folgten Aufgaben in der Leitung der Gymnasien in Dillenburg und Wiesbaden. Danach, von 1843 bis 1849, war er Professor am Gymnasium Hadamar. 1849 übernahm er als erster Katholik die Stelle des Direktors des Lehrerseminars in Idstein; nach der Auflösung des Idsteiner Lehrerseminars entstanden das evangelische Seminar in Usingen und das katholische in Montabaur. Bellinger wurde im Herbst 1853 Direktor des Letzteren. 1858 ging er nochmals für vier Jahre an das Gymnasium in Dillenburg und von 1862 bis 1875 zurück nach Hadamar an das Realgymnasium.
Der Hattenheimer Pfarrer und Geschichtsforscher Johannes Diel hielt 1922 das folgende Ereignis aus der Zeit Bellingers als Professor am Hadamarer Gymnasium fest: "Der allseitig beliebte Professor Bellinger wurde als Abgeordneter für die Gegend vorgeschlagen und aufgestellt. Im Laufe des Wahlkampfes machte ein Blaufärber im Wirtshaus abfällige Bemerkungen über den Kandidaten. Mit ihrem Professor fühlten sich die Schüler beleidigt; sie beschlossen, Genugtuung zu fordern. Es war Sonntagabend halb neun Uhr; die Nacht war bereits heraufgezogen, still lagen die Straßen und Häuser da. Plötzlich ertönte aus der Ferne der dumpfe Ruf: "Gymnasiasten heraus, heraus!"; der Lärm kam näher und näher; stets sich mehrende Scharen von Gymnasiasten schrien: "Heraus, heraus!". An bezeichneter Stätte hielt man zur Sammlung und Aufstellung ein. Zwei und zwei zogen sie, Freiheitslieder singend und pfeifend, durch die nächtlichen Straßen mit festem Schritt und Tritt, wie wenn eine Schwadron schwersten Fußvolkes dahinmarschiere. In der Borngasse vor dem Hause den Blaufärbers hielten sie ein; das Haberfeldtreiben galt ihm. Eine Deputation begab sich mit Würde und Majestät zu dem Delinquenten und stellte ihm das Dilemma: Entweder sofortiges Widerrufen der Schmähungen auf den Professor Bellinger oder Demolierung des Hauses durch das draußen stehende Rächerkorps. Die Erwählten aus den Gymnasiasten führten den Blaufärber ans Fenster, damit er sich selber von der Stärke der Belagerungstruppen überzeuge. Der aber ergriff plötzlich seine Flinte, die Deputation fiel ihm jedoch rasch in den Arm und verhinderte Blutvergießen. Wehrlos gemacht musste der Blaufärber widerrufen; seine Gegner zogen ab; unten auf der Straße gaben sie ihm noch ein gewaltiges weithin schallendes "Pereat". Dann Rechts um! Vorwärts marsch durch das Judengäßchen zum oberen Marktplatze vor die Wohnung des Professors Bellinger. Ein kräftiges Hoch durchtönte dreimal die Luft, dann löste sich der Zug auf und jeder ging nach Hause."

## Politik
In der Zeit von 1848 bis 1868 war Bellinger im Wechsel Abgeordneter für die Wahlkreise Hadamar, Hadamar/Wallmerod und Montabaur. Von 1848 bis 1851 gehörte er den Nassauischen Landständen an. Bellinger war Mitglied im am 27. Juli 1849 gegründeten klerikal-konservativen „Club der Rechten“. Nach der Umgestaltung des nassauischen Parlaments in ein Zweikammersystem war er von 1852 bis 1857 Abgeordneter der Grundbesitzer in der ersten und von 1858 bis 1866 Mitglied der zweiten Kammer.

## Familie
Johann Bellinger war der Sohn von Wilhelm Bellinger und dessen Frau Susanna, geborene Eisenmenger. Er heiratete am 28. März 1834 in Frankfurt-Höchst Margarethe Belling aus Frankfurt-Höchst (* 6. September 1808; † nach 1882).

## Schriften
- Zur Geschichte des realistischen Schulwesens in dem vormaligen Herzogthum Nassau, vom Jahre 1817 bis 1861 incl. Eine historische Skizze. In: Jahresbericht über das Königliche Realgymnasium zu Wiesbaden von Ostern 1868 bis Ostern 1869. ZDB-ID 1097573-1, S. 1–24.